# Juri Natarow
Juri Olegowitsch Natarow (russisch und kasachisch Юрий Олегович Натаров, englische Transkription Yuriy Natarov; * 28. Dezember 1996 in Talghar) ist ein ehemaliger kasachischer Radrennfahrer.

## Sportlicher Werdegang
Als Junior wurde Natarow 2014 kasachischer Meister im Einzelzeitfahren, bei den Weltmeisterschaften belegte er den 38. Platz im Einzelzeitfahren. Mit dem Wechsel in die U23 wurde er zur Saison 2015 Mitglied im kasachischen Seven Rivers Cycling Team, um zur Folgesaison zum UCI Continental Team Astana City zu wechseln. Sein bestes Ergebnis bei einem UCI-Rennen war bis dahin der zweite Platz beim Gran Premio Capodarco 2017. Bei den Asienmeisterschaften 2017 gewann er die Bronzemedaille im Einzelzeitfahren der U23.
Zur Saison 2019 erhielt Natarow einen Vertrag beim UCI WorldTeam Astana. Gleich im ersten Jahr erzielte er mit dem Gewinn der Gesamtwertung der Tour of Almaty seinen ersten Sieg als Profi. Zudem wurde er 2019 Asienmeister im Mannschaftszeitfahren. Mit der Vuelta a España 2021 nahm er bisher einmal an einer Grand Tour teil und war einer von nur drei Fahrern des Teams Astana, die die Rundfahrt beendeten. In der Saison 2022 wurde er erstmals in der Elite kasachischer Meister im Einzelzeitfahren, bei den Asienmeisterschaften war er Mitglied der siegreichen Zeitfahr-Mannschaft.
Nachdem sein Vertrag nicht verlängert worden war und er kein neues Team gefunden hatte, beendete Natarow nach der Saison 2023 im Alter von 27 Jahren seine Karriere als Radrennfahrer.

## Erfolge
2014
- Kasachischer Meister – Einzelzeitfahren (Junioren)

2017
- Asienmeisterschaften – Einzelzeitfahren (U23)

2019
- Gesamtwertung Tour of Almaty
- Asienmeisterschaften – Mannschaftszeitfahren (mit Zhandos Bizhigitow, Jewgeni Giditsch, Daniil Fominych, Artjom Sacharow und Dmitri Grusdew)

2022
- Kasachischer Meister – Einzelzeitfahren
- Asienmeisterschaften – Mannschaftszeitfahren (mit Jewgeni Fedorow, Jewgeni Giditsch, Igor Tschschan)

## Grand Tour-Platzierungen
| Grand Tour            | 2021 |
| --------------------- | ---- |
| Giro d’ItaliaGiro     | –    |
| Tour de FranceTour    | –    |
| Vuelta a EspañaVuelta | 91   |